# John Douglas Tisdalle
John Douglas Tidball Tisdalle (31 mai 1917-14 mai 1999) est un homme politique canadien de la Colombie-Britannique. Il est député provincial créditiste de Saanich de 1953 à 1966 et de Saanich and the Islands de 1966 à 1972.

## Biographie
Né à Victoria en Colombie-Britannique, Tisdalle publie trois livres de poésie.
- Rhymes of Time (1974)
- Rhymes of Time II (19??)
- Rhymes of Time III (1988)[1]

Il est candidat créditiste dans la circonscription fédérale d'Esquimalt—Saanich en 1972.
Tisdalle meurt d'un cancer en mai 1999 à l'âge de 81 ans.